# Calliopsis empelia
Calliopsis empelia är en biart som beskrevs av Shinn 1967. Calliopsis empelia ingår i släktet Calliopsis och familjen grävbin. Inga underarter finns listade.